# Holless Wilbur Allen

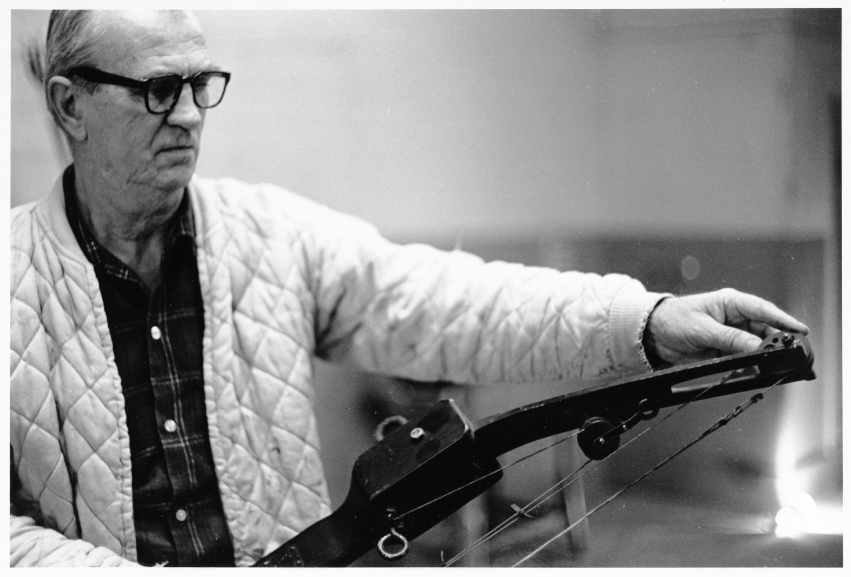

Holless Wilbur Allen Jr. (ur. 12 lipca 1909, zm. 28 czerwca 1979) – amerykański wynalazca, twórca łuku bloczkowego.
We wczesnych latach 60. w Stanach Zjednoczonych odnotowano zwiększone zainteresowanie polowaniem za pomocą łuku. Holless Wilbur Allen zaprojektował na bazie łuku refleksyjnego nową odmianę, w której na końcach ramion umieszczone zostały krążki napinające. Allen eksperymentował z wieloma różnymi rozwiązaniami i w końcu wystąpił o przyznanie patentu na łuk bloczkowy 23 lipca 1966 roku. Patent został zarejestrowany w amerykańskim urzędzie patentowym pod numerem 3486495 w grudniu 1969 roku. Dzięki pomocy konstruktora łuków Toma Jenningsa, został pierwszym producentem łuków bloczkowych.
Z pięciu przedsiębiorstw produkujących łuki, które otrzymały prawa do produkcji łuków bloczkowych, wykorzystujących patent Allena, jedynie jedna z nich przetrwała – PSE (Precision Shooting Equipment). PSE jest obecnie spółką-matką znanego przedsiębiorstwa Browning Archery.